# Водные объекты Бижбулякского района
Гидрография Бижбулякского района (Республика Башкортостан)
В районе около 20 озер, небольших по площади зеркала, в основном расположены в пойме реки Дема. Представляют собой старицы и карстовые озера.
В районе 20 рек длиной свыше 10 км.
Седяк (длина 58 км), Малый Седяк (16), Чекмагуш (23), Вохила (11), Елбулак (руч. Безымянный) (22), Тюртюк (16), Ключевка (Елбулак) (13), Уязы (82), Услы (43), Курмазы (17), Менеуз (60), Малый Менеуз (Крылоганка) (11), Утейка (19), Кистенли (19), 	 Сыльна (Чулпан) (13), Тумаш (10), Базлык (21),  Курган (Кенгер) (26),  Ик (45), Дёма (61).
В районе насчитано 270 родников.